# Калинин, Иван Андреевич
Иван Андреевич Калинин (20 января 1921, Боровское, Тамбовская губерния — 14 августа 1945, Муданьцзян) — младший сержант Рабоче-крестьянской Красной Армии, участник Великой Отечественной войны, Герой Советского Союза (1943).

## Биография
Иван Калинин родился 20 января 1921 года в селе Боровское (ныне — в Добринском районе Липецкой области). После окончания шести классов школы и курсов трактористов работал в колхозе сначала трактористом, затем водителем автомашины. В 1940 году Калинин был призван на службу в Рабоче-крестьянскую Красную Армию, первоначально был шофёром санитарной машины в госпитале, позднее окончил курсы механиков-водителей танков. Участвовал в Сталинградской и Курской битвах. К октябрю 1943 года младший сержант Иван Калинин был механиком-водителем танка 586-го танкового батальона 219-й танковой бригады 1-го механизированного корпуса 37-й армии Степного фронта. Отличился во время битвы за Днепр.
2 октября 1943 года батальон, в котором служил Калинин, переправился через Днепр на плацдарм в районе сёл Солошино и Мишурин Рог Верхнеднепровского района Днепропетровской области Украинской ССР. За последующие трое суток Калинин принял активное участие в отражении около двадцати немецких контратак, уничтожив 1 вражеский танк, 2 артиллерийских орудия, 1 батарею миномётов, большое количество солдат и офицеров.
Указом Президиума Верховного Совета СССР от 20 декабря 1943 года за «успешное форсирование Днепра, прочное закрепление плацдарма на его западном берегу и проявленные при этом отвагу и геройство» младший сержант Иван Калинин был удостоен высокого звания Героя Советского Союза с вручением ордена Ленина и медали «Золотая Звезда» за номером 3951.
В дальнейшем Калинин окончил танковое училище. С августа 1945 года участвовал в советско-японской войне в составе 218-й танковой бригады. 14 августа 1945 года Калинин погиб в бою за станцию Мадаоши возле города Муданьцзян. Похоронен в парке имени В. Котельникова в посёлке Пограничный Пограничного района Приморского края.
Навечно зачислен в списки личного состава воинской части.
В честь Калинина установлен памятник в Пограничном, названа школа в деревне Заря Добринского района, назван траулер-морозильщик.